# 中郷用水路

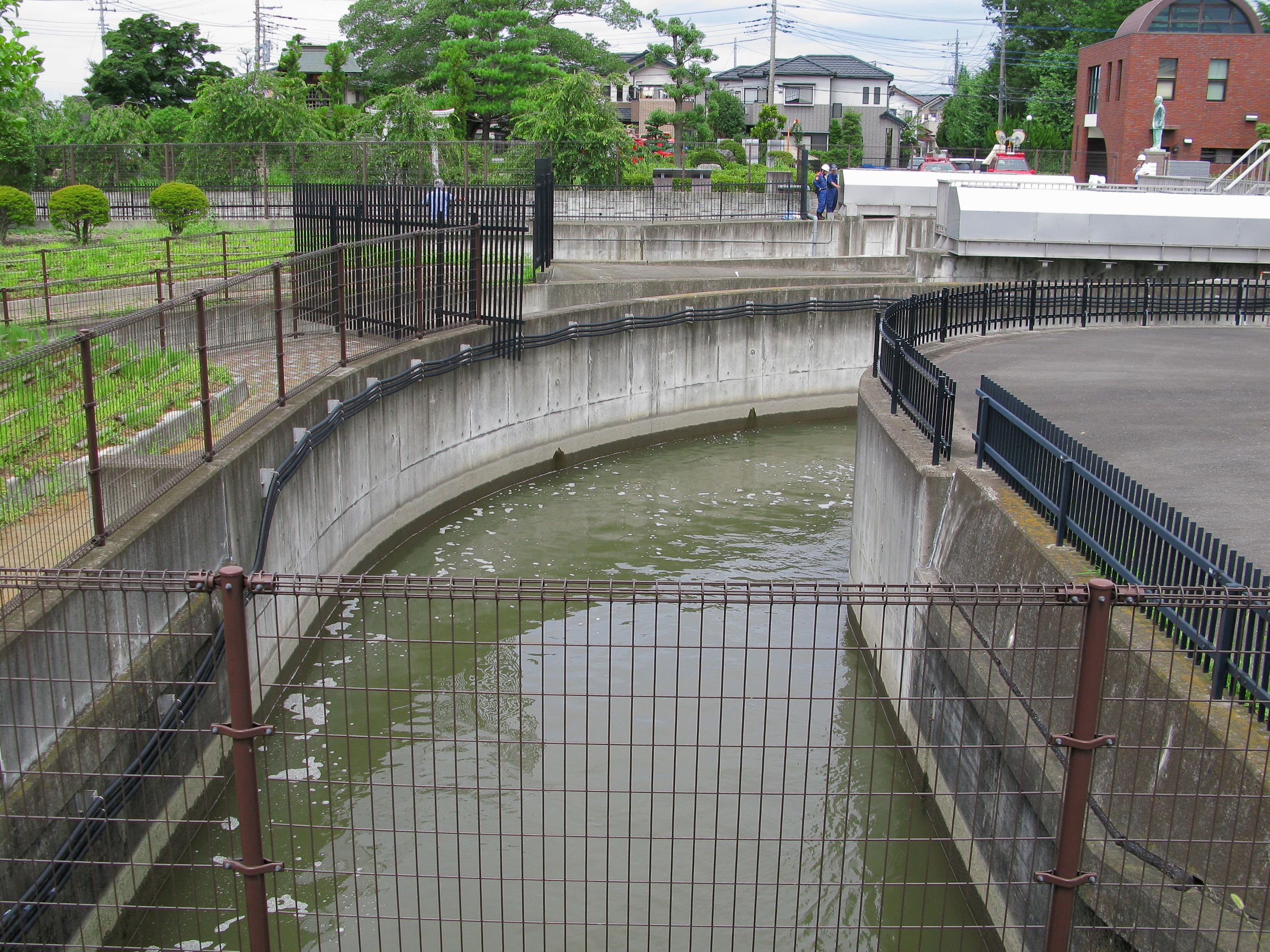
葛西用水路との分水点

中郷用水路（なかごうようすいろ）は、埼玉県幸手市・北葛飾郡杉戸町を流れる農業用水路である。

## 概要
埼玉県幸手市大字上高野の葛西用水路・琵琶溜井より分水し、主として倉松川周辺の水田地域を流下し、幸手市南西部および北葛飾郡杉戸町の中央部を灌漑する。
流路の詳細については下記の流路節を参照されたい。
葛西用水路との分水地点の琵琶溜井に水路改良記念館および葛西宮（久喜市栗原4丁目）が設置されており、また用水記念碑（幸手市大字上高野）が建つ。

## 流路
- 水源：葛西用水路
- 起点：埼玉県久喜市栗原4丁目（西側）と幸手市大字上高野（東側）の境界、幸手市側。
- 幸手市大字上高野の琵琶溜井にて葛西用水路より分水し、埼玉県道65号さいたま幸手線の東側沿いに北東へ流れる。
- 南2丁目の南部を流れ、幸手南団地の北側、上高野神社の南側を流れる。この付近では流路を南東へ変える。
- 上高野小学校の東方にて東武日光線を東側へ横断し、大字上高野（エムズタウン幸手南方）を南東へ流下する。
- 国道4号を東へ横断し、さらに南東へ流下する。
- 幸手団地の北方で大字幸手に至ると、埼玉県道318号並塚幸手線の西側に沿って、大字幸手、大字吉野を南へ流下する。
- 大字吉野（西側）と戸島1丁目（東側）の境界にて北側より流下してくる倉松川を伏せ越し、戸島1丁目のほぼ中央部を東へ流下する。
- 戸島2丁目を埼玉県道318号並塚幸手線の南側沿いに東へ流下する。
- 埼玉県道26号境杉戸線と戸島交差点にて交差し、さらに埼玉県道318号並塚幸手線の南側沿いに大字戸島（北側）と戸島2丁目（南側）の境界を東へ流下する
- 北葛飾郡杉戸町大字本島を南東へ流下し、大字本島を抜ける直前で埼玉県道318号並塚幸手線と離れ大字佐左ヱ門を南東へ流下する。
- 大字佐左ヱ門の南部で安戸落悪水路を伏せ越し、南へ流下する。
- 大字並塚・大字才羽の西部を倉松川の東方に並行し南へ流下する。
- 大字堤根の東部を倉松川の東方に並行し、南へ流下する。
- 幸手領第四揚水機場付近より倉松川の土手の東側沿いを南へ流下する。
- 大字本郷地内で埼玉県道319号惣新田春日部線の倉松川に架かる堤根橋の東詰を南へ横断し東に折れ[1]、大字本郷と大字大塚の境界で南に流下する。
- 春日部市八丁目の粛正橋付近で倉松川左岸に合流する[2][3]。
- 終点：倉松川

## 橋梁
- （埼玉県道65号さいたま幸手線、琵琶溜井の東）
- （東武日光線橋梁）
- （国道4号）
- （埼玉県道26号境杉戸線）
- （埼玉県道183号次木杉戸線）
- （埼玉県道319号惣新田春日部線）

## 周辺の施設
- 琵琶溜井
- 上高野神社
- エムズタウン幸手
- 第二揚水機場（幸手市大字戸島1丁目）
- 農用水管理所
- 土地改良事務所
- 揚水機場（杉戸町大字佐左ヱ門）
- 幸手領第四揚水機場（杉戸町大字堤根）